# Олег Віщий
Оле́г (д.-рус. Ѡлегъ, Ольгь; Давньо-сканд.: Helgi; близько 850 — 912 або 922) — напівлегендарний київський князь ймовірно варязького походження. Регент київського князя Ігоря. Згідно з «Повістю временних літ» захопив Київ у 882 році, убивши його правителів Аскольда і Діра, та оголосив, що Київ стане «матір'ю городам руським». Правив від імені малолітнього князя Ігоря, але фактично був повноправним володарем.
У 907 році, згідно «Повісті временних літ», організував великий похід на Константинополь, а згодом домігся підписання русько-візантійської угоди 911 року.
За переказом отруєний змієм, який виліз із черепа його мертвого коня. Прозваний у літописі Віщим, тобто чаклуном, волхвом. За висновками Михайла Брайчевського, в іноземних джерелах невідомий.

## Походження
Повість временних літ та Новгородський перший літопис вказує, що Олег був родичем (одноплемінником) також легендарного персонажа Рюрика.
Російський історик XVIII століття Василь Татищев з посиланням на так званий Іоакимівський літопис вважає його швагром — братом дружини Рюрика, яку називає Єфанда.
Згідно з гіпотезою Ігора Мицька Олег може бути тотожним з героєм скандинавського епосу, Ож'є Данцем. Леонтій Войтович вважає малоймовірною правильність гіпотези Мицька, тому немає жодних підстав для перегляду хронології правління князя Олега. Деякі дослідники пов'язують Олега з напівміфічнім героєм скандинавської саги про Одде Орвара (Стрілу).
За припущенням Леонтія Войтовича, де за основу взята літописна розповідь у поєднанні з текстом русько-візантійської угоди 911 року, Олег походив з родини давніх конунгів Ладоги, які були шведського (готландського) походження, і народився близько 850 року.
Борис Рибаков прийшов до висновку, що відомості про Олега в «Повісті временних літ» є сумнівними, та можливо були внесені до неї за наказом князя Мстислава Володимировича, який почав висувати Новгород на провідну роль поряд з Києвом у становленні Руської держави.

## Походження імені

### Норманська версія
Олег — слов'янська форма скандинавського імені Гельґі (норв. Hailaga, Helgi). Висувається думка, що Олег був одним із ватажків варягів-вікінгів, який вступив у союз з Рюриком, скріпивши його шлюбом Рюрика зі своєю сестрою Алфвінд. При цьому батьком Олега і його сестри Алфвінд називається Кетіль Лосось. Точно відомо, що одного із синів Кетіля Лосося звали Гельґі.[джерело?]
Олег/Гельґі був онуком данського правителя Гельґи, який наприкінці ІХ ст. емігрував на Полаб'я. Одружившись з донькою східнослов'янського правителя Будимира, Олег отримав у володіння землі сучасного українського Прикарпаття зі столицею у Пліснеську (тепер с. Підгірці на Бродівщині). Тут у нього народилась донька Ольга/Гельґа, майбутня правителька Русі і свята. Загинув Олег у прикаспійському м. Берді 943 р. У давньому європейському епосі широко відомий як Ож'є Данець та Гольґер Данске.

### Слов'янська версія
- Відомі слов'янські слова «льгк», «ольгчити», «ольгчатися», «льгота», «вольгота», «вольготний».
- У слов'янських мовах зафіксовані імена Oleg (Oley) (чеськ. в 1088 році), Olek (Welek), топоніми Ologast, Wolegast, Wolgast та ін[14].
- У руських билинах згадується ім'я Вольга чи Волх.[джерело?]
- Не відомо про жодний випадок, коли хтось із численних руських Олегів звався б у будь-якому джерелі «Гельґі», чи, навпаки, якийсь відомий у джерелах Гельґі був відомий у руських літописах як «Олег».

### Арабська версія
В Аль-Масуді є Дір і Ольванг, вони сучасники і обидва правлять країнами слов'ян: «Далі за ним (Діром), слідує цар ал-Олванг, у якого багато володінь, великі будови, велике військо і рясне військове спорядження. Він воює з румом, франками, лангобардами та іншими народами. … За цим царем знаходиться з країн слов'ян цар турків». Під турками (пор. з даними Костянтина Багрянородного) слід розуміти угорців, локалізуючи царство Ольванга на південному заході від Києва, найімовірніше на Прикарпатті.

### Балтська версія
У Литві є річка Ольга / Alga і деякі імена: Ольгерд / Algirdas; Ольгімунт / Ольгімунд / Ольгімонт, які, в основі мають ту ж оригінальну форму цього імені — Ольгъ, що першим згадується у Повісті минулих літ: В лъто 6387. Умършю же Рюрикови, предастъ княжение свое Ольгови, отъ рода ему суща… В лъто 6390 Поиде Ольгъ, поемъ вои свои многы... Основою цих балтських імен є відомий власно литовсько-латиський корінь: «alga / algas»  — винагорода / дар, не пов'язаний, втім, з германським коренем heilagr (святий).[джерело?]

## Біографія

### Прихід до влади

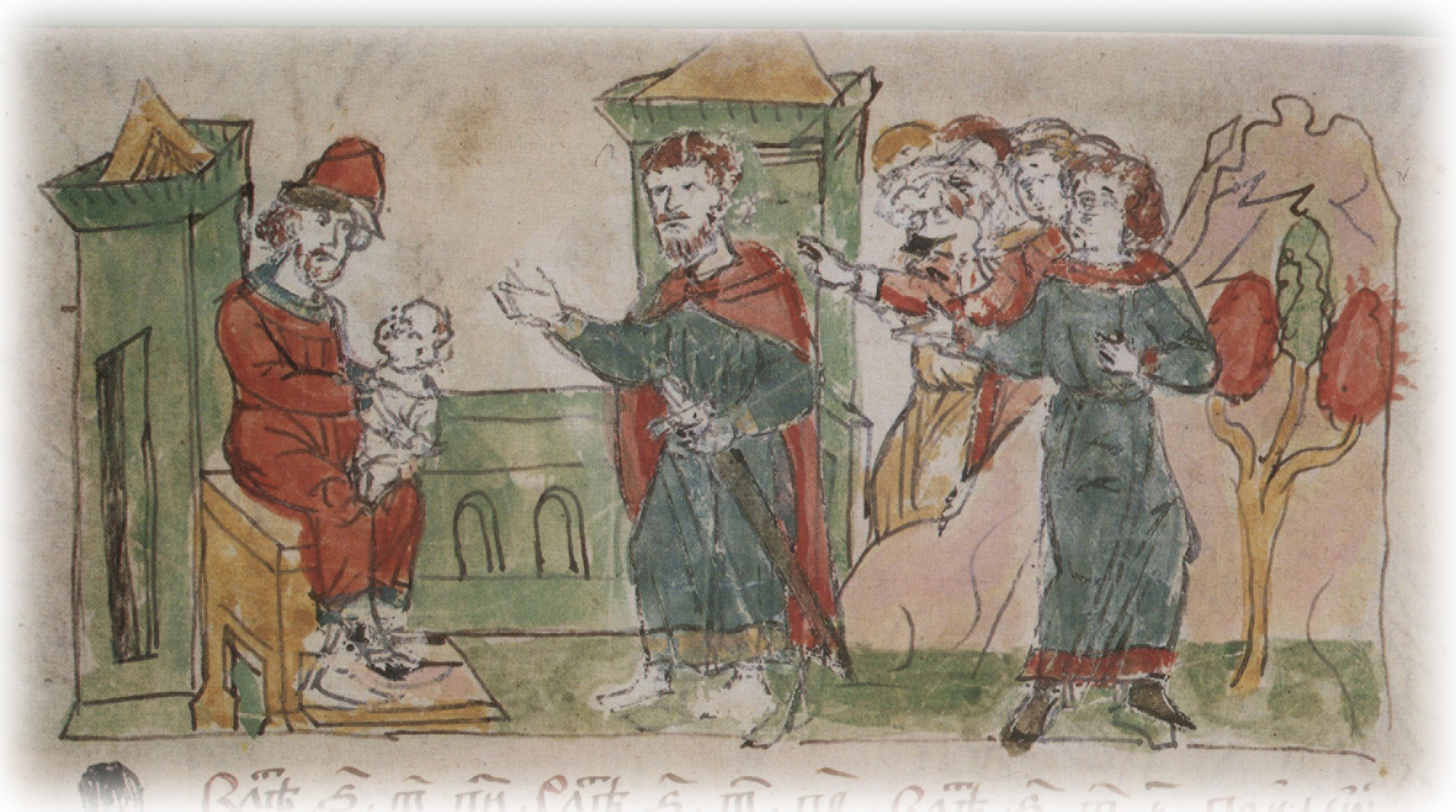
Рюрик, малолітній Ігор й Олег. Мініатюра з Радзивіллівського літопису

Точних відомостей про походження Олега немає. За літописами Олег був родичем Рюрика, однак в яких саме родинних відносинах вони перебували — невідомо. За однією з версій Олег міг бути швагром останнього, за іншими — представником місцевих слов'янських князів, одним зі шведських конунгів, або й взагалі ніяк не пов'язаним із Рюриком. Згідно ЕІУ був одним зі скандинавських найманців, які прибули разом з Рюриком зі Скандинавії.
Після смерті Рюрика у 879 році Олег став правити, як опікун (регент) малолітнього сина Рюрика Ігоря. Проте з часом фактично узурпував владу.
Вся політика Олега була орієнтована на захист економічних інтересів. Торгівля стала основним джерелом збагачення князя. Лише повноцінний обмін північних товарів і реекспорт східних товарів могли забезпечити процвітання самої Ладоги і виживання жителів краю, оскільки місцеві продовольчі ресурси були невеликими, а для закупки їх, найперше хліба, потрібні були кошти. І тоді Олег взявся оволодіти ключовими позиціями вздовж шляху «з варягів у греки», що в IX ст. відтіснив давній Волго-Балтійський шлях. Але головні пункти цього шляху контролював Київ. Дуже правдоподібною виглядає здогадка Г. Маргера про союз Олега з уграми (мадярами), який забезпечив успіх його політики.

### Захоплення Києва

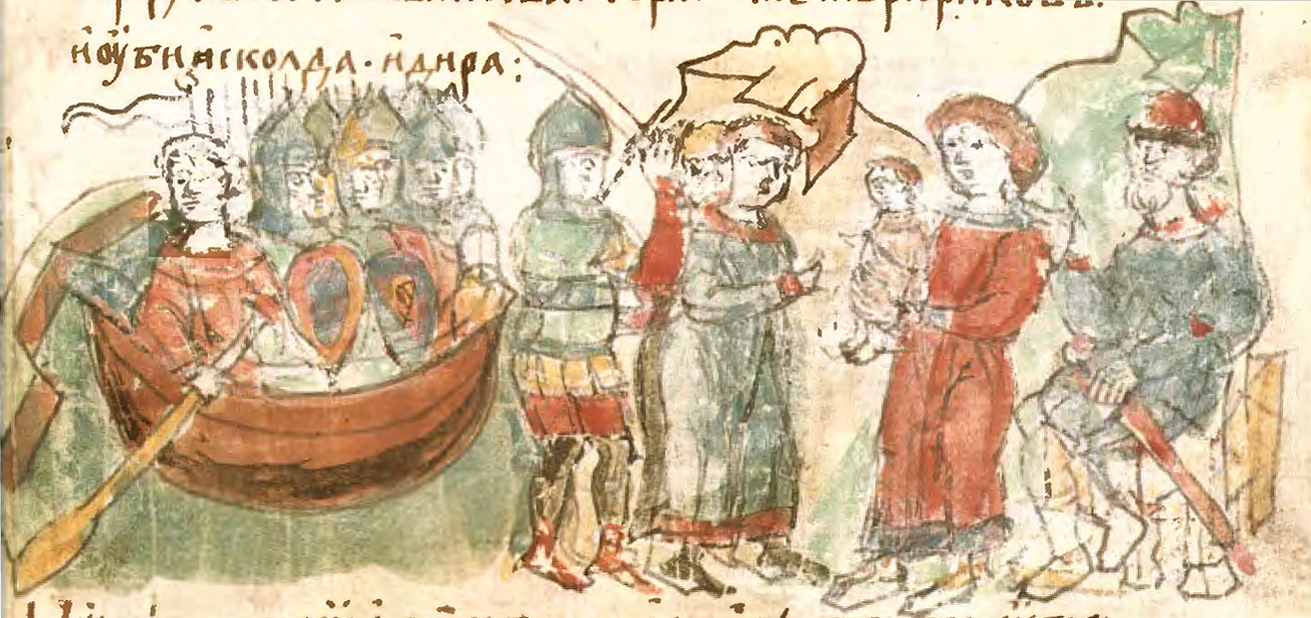
Загибель Аскольда і Діра. Мініатюра з Радзивіллівського літопису.

За літописами 882 року Олег здобув Київ, попередньо зайнявши Смоленськ (Гніздово) та Любеч. При взятті Києва він убив київських князів Аскольда та Діра. На думку Л. Войтовича причиною загибелі Аскольда та Діра були їхні спроби запровадити християнство. Противники християнства, встановили зв'язки з Олегом, сподіваючись з його допомогою звалити християнську партію при дворі князів. Вони могли допомогти Олегові проникнути в Київ і вбити Аскольда та Діра. Взявши Київ Олег виголосив свою знамениту фразу: «Хай буде се мати городам руським», яка за думкою деяких істориків означала «що віднині столицею Русі буде Київ».
883 Олег змусив платити данину древлян, у 884—885 — сіверян, 885 вів війну з тиверцями. Можливо, що в цих війнах йому допомагали угорці. Імовірно, що Олегу вдалось спрямувати союзні йому угорські орди на землі волинських і хорватських князівств.

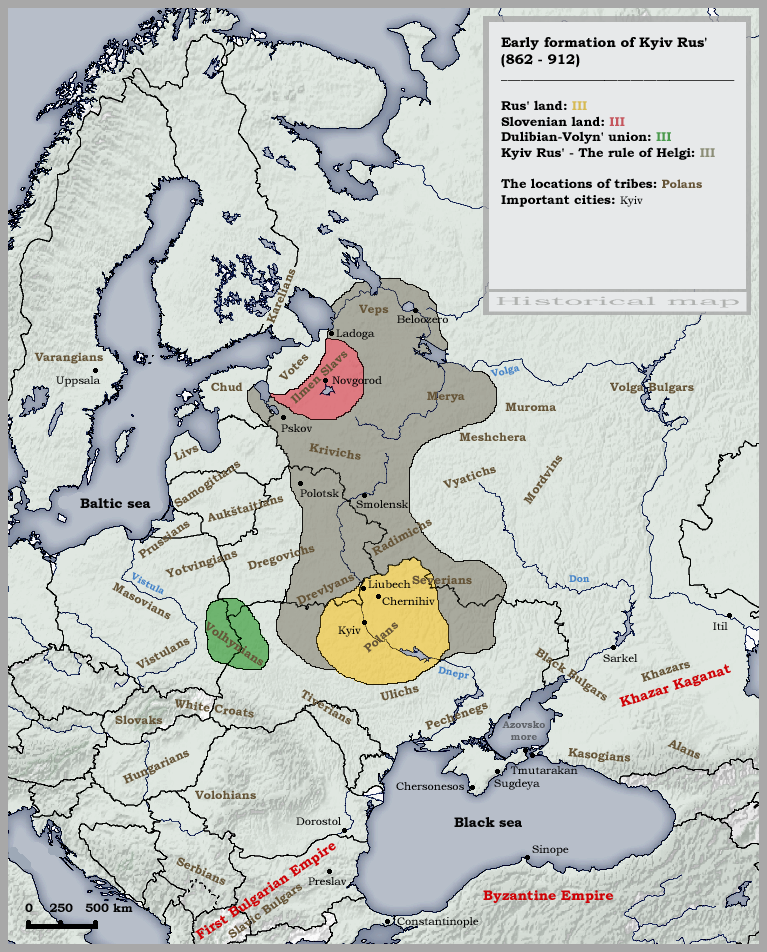
Київська Русь на початку свого існування

Об'єднавши землі вздовж шляху «з варягів у греки», Олег зіткнувся з Хозарським каганатом, який контролював шлях зі сходу через Нижню Волгу та Каспій («срібний шлях»).

### Відносини з Візантією
Вершиною його політики вважають похід на Константинополь 907 року. Ця подія не згадана у жодному візантійському чи іншому історичному джерелі, окрім давньоруських літописів (Повість временних літ, Новгородський літопис).[джерело?]
Згідно з літописом 907 року, руська дружина на 2000 лодіях, на чолі з князем Олегом вирушила в похід на Константинополь. Руси оточили місто і перетягнули волоком човни суходолом в затоку, оминувши натягнутий ланцюг. Побачивши неможливість чинити опір русам, місто здалося, і Олег у знак своєї перемоги прибив свій щит на ворота міста. Руські дружинники були обдаровані великими дарами.
За Миколою Котлярем, Олег обложив місто і домігся від візантійського імператора Лева VI Мудрого контрибуції та вигідних умов миру, що підтверджувала попередня письмова угода 907 року.
Основну угоду про пільги для руських купців і дипломатів вдалося підписати з Візантією 911 року, коли пригрозили другим походом проти Царгороду (Константинополя).[джерело?] Ця угода цінна тим, що вперше встановлює правові відносини русинів з греками, визначає правила взаємовідносин в грецьких і руських містах, покарання за їхні порушення, викуп невільників, взаємодопомогу у війні тощо.
У першому договорі Олега говориться про утримання двору русинів у Царгороді та забезпечення їхніх кораблів при поверненні на Русь. У другому договорі Олега цікавими є пункти про кораблі, які зазнали лиха в морі. «Коли велика буря викине лодію на чужу землю, а знайдеться там хто від Русі, то має рятувати лодію з вантажем і відіслати її до грецької землі та провести її через усяке небезпечне місце аж дійде в місце безпечне. Коли така лодія від бурі або через мілину не може дістатися до свого місця, ми, Русь, допоможемо гребцям цієї лодії й допровадимо їх здорових із купівлею — якщо це трапиться близько грецької землі. Як така пригода трапиться лодії руській — проведемо її в руську землю». Коли ж було неможливим доставити корабель до порту його призначення то греки і русини взаємно зобов'язувалися вантаж продати, а гроші відіслати власнику корабля.
У листуванні кордовського міністра Хасдая ібн Шапрута з хозарським каганом Йосипом є розповідь про спробу візантійського імператора Романа I Лакапіна (920-944) підбурити проти хозар «царя Русії» Хальгу. Але останній ніби-то розпочав війну з Візантією, зазнав поразки і пішов морем у Персію чи Фракію. Це могла бути реакція на похід Олега в 911 році: успіхи противника виставлялися його поразкою. Насправді хозари вважали Олега союзником Візантії, що логічно випливало з угоди 911 чи давнішої угоди Аскольда 874 року, порушувати яку Олегу не було потреби.
У той період Русь виступала союзником Візантії. 912 року Візантійська імперія почала війну з болгарським каганом Симеоном. У 915 році на кордонах Русі з'явилися печеніги, і з ними було укладено мир, спрямований проти Симеона.

Похід Олега на Царгород (907). Мініатюри з Радзивіллівського літопису
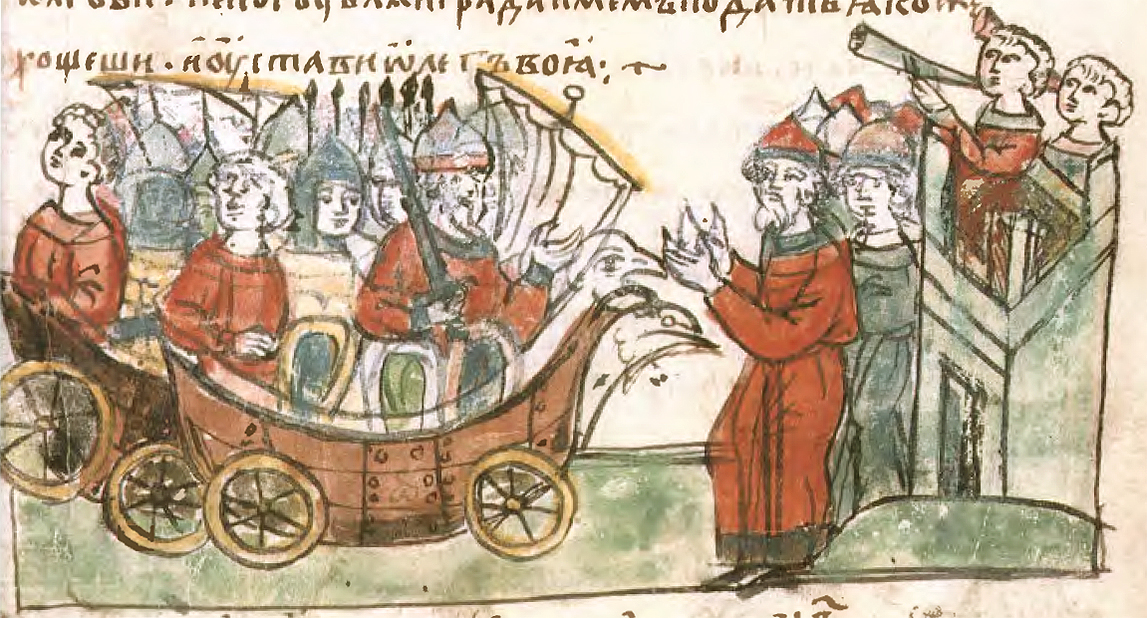
Руські кораблі на колесах під Царгородом
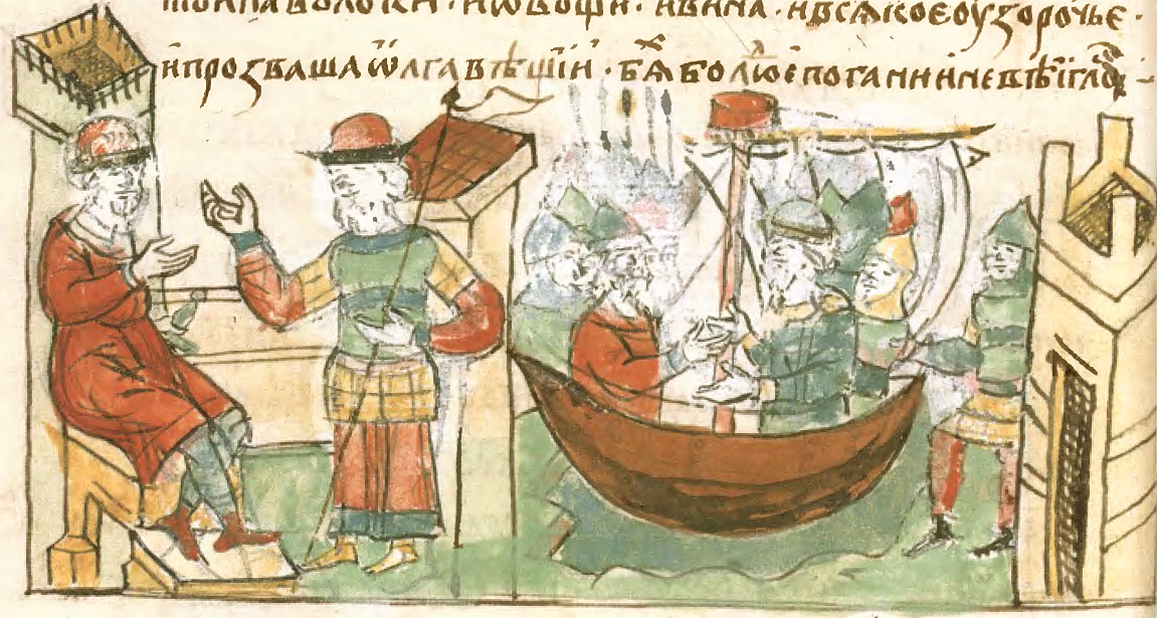
Сплата Олегові данини
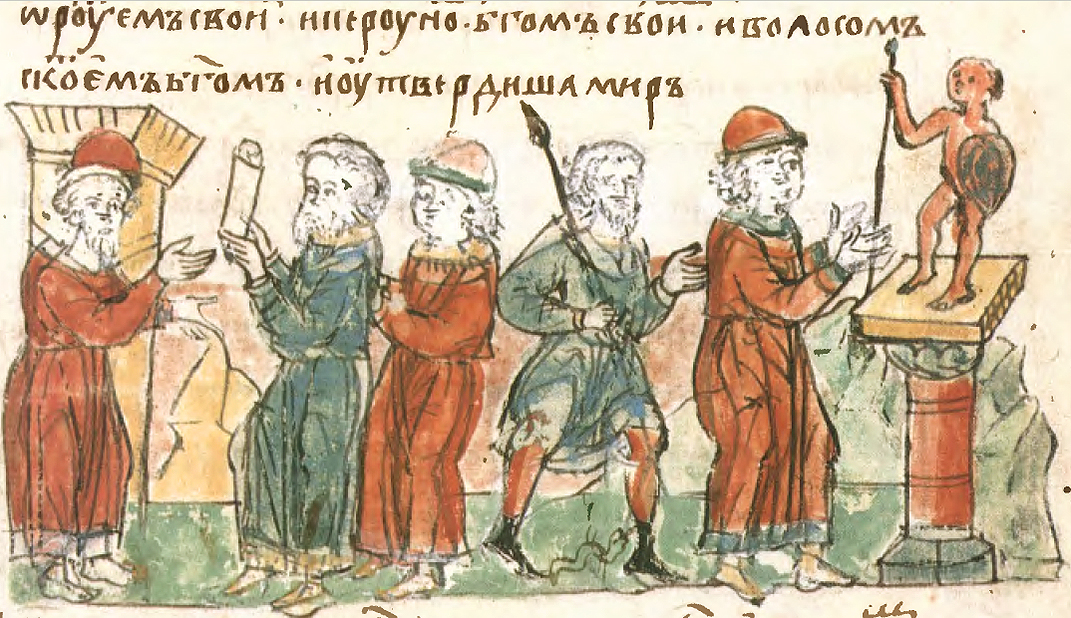
Скріплення угоди клятвами. Олег перед ідолом Перуна

### Східні походи Русів
Ім'я Олега не назване жодним східним істориком при описі подій того часу. Як і за часів Аскольда, у той час погляди Русі спрямовані були на південний схід. Морський похід руських військ історія зафіксувала в 905—910. Східний історик Табаристану ібн-ель-Хасан описує похід флотилії Русі в Каспійське море на Абесгун. Спочатку похід складався досить успішно. 909 флотилія із 16 лодій (близько 800 дружинників) прорвались через хозарські землі в Каспійське море, підплила до острова Абесгуна в Табаристані і спалили торговельний флот, що стояв там. Русь встигла захопити кілька міст на каспійському узбережжі, але об'єднані війська намісника Табаристану Абуль-Абаса та начальника міста Сарі розбили руську дружину, а частину воїнів поневолили.
Наступного року відбувся похід на Каспій. 910 року руси захопили Сарі. Але, за істориком ібн-ель-Хасаном, під Гілянами вони знову зазнали невдачі і надалі напрям своєї військово-політичної діяльності перенесли на південь, у бік могутньої Візантійської імперії. Можливо, в такий спосіб йшлося про зближення з Візантією і ослаблення позиції халіфату.
Десь після 912/13 за даними Аль Масуді руський флот на 500 човнах (по 100 людей у кожному) через Керченську протоку ввійшов в Азовське море. Це був величезний ледунґ з 15-20 000 дружинників. Підпливши до гирла Дону, руси послали послів до кагана, прохаючи його пропустити їх у Каспій, обіцяючи за це каганові половину здобичі. Хозари дозволили русичам пройти через Дон, звідки волоком лодії перетягли у Волгу і військо спустилося по ній у Каспійське море. Каган саме воював з печенігами, крім того, русичі обіцяли йому половину здобичі. Русь спустошила й розграбувала Ширванд, Азербайджан, Гілянд, Табаристан; придушено опір тамтешніх жителів Ширвана, озброєних і посаджених на купецькі судна правителем Ширвану Гайтамом («тисячі мусульман було вбито і затоплено»). Результатом походу був розгром мусульманської торгівлі на Каспії, хоча його масштаби дозволяють припускати, що мова йшла про завоювання одного з портів і перетворення його в руську факторію. Повертаючись із походу, увійшовши в гирло Волги, руси надіслали каганові, за договором, половину здобичі. Але мусульманська гвардія кагана збунтувалась і почала вимагати помсти над Руссю за смерть одновірців. Не маючи змоги протистояти вимогам гвардії, каган скорився, але попередив русичів. 15 000 мусульманської кінноти вирушило на човнах по Волзі шукати русичів. Побачивши одне одного, обидві армії вийшли з човнів і між ними зав'язалась люта битва, що тривала три дні і закінчилась катастрофічною поразкою русів, 30 000 яких загинуло. Решта 5 000 на кораблях втекли по Волзі, де їх перебили буртаси і волзькі болгари. Можливо тоді й загинув Олег. Отже, всі спроби Олега закріпитись на Каспії, якщо такі були, результатів не дали.

### Останні роки і смерть

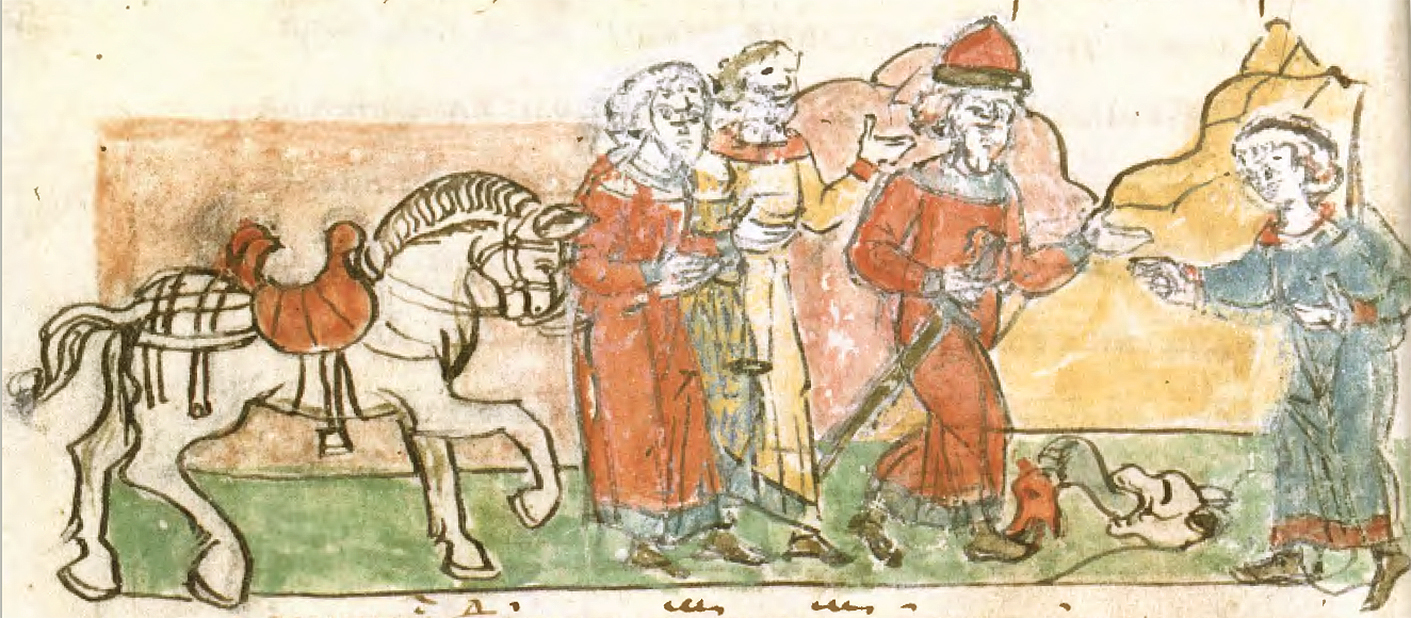
Олег біля кісток коня. Мініатюра з Радзивіллівського літопису

Обставини загибелі Олега суперечливі та не до кінця ясні. «Повість минулих літ» відносить смерть Олега до 912 року, вказуючи на його могилу на Щекавиці. Там наведено і відому версію про смерть князя від укусу змії. За Новгородським першим літописом Олег помер 922 року від укусу змії, але в околицях Ладоги, де і був похований.
У норвезькому епосі є сага про Орвара-Одда, якому чаклунка пророкувала смерть від коня. Фінал саги однаковий з фіналом легенди-саги про смерть Олега. Взагалі смерть від власного коня, з черепа якого виповзає гадюка, і понуре віщунство співзвучні з мотивом відплати, з мотивом (однаково страшним як для вікінгів, так і для слов'ян, що поклонялися Перуну-Одіну) смерті від власного меча.
Крім того Новгородський перший літопис молодшого ізводу коротко повідомляє, що Олег помер «за морем». Більшість істориків гадає, що за Чорним морем: можливо, князь здійснив ще один, невдалий, похід на Візантію та був убитий На можливість такого походу натякає згаданий вище літопис. Однак хозарські і арабські джерела глухо свідчать, що 912 чи 913 Олег вчинив похід на Каспійське море, до кордонів Саманідського царства. Згідно з Аль Масуді руси на 500 ладдях піднялися Доном, перетягли човни волоком до Волги, спустилися до її гирла і попливли вздовж західного берега Каспійського моря. Арабські письменники зазначають, що тоді руси зазнали нищівної поразки й були майже всі перебиті.
На думку Ігоря Мицька, князь Олег помер у 943 році. Також учений вважає (як і раніше Борис Рибаков), що за ініціативи князя Мстислава-Гаральда Володимировича, який почав висувати Новгород на Волхові на провіду роль поряд із Києвом у час початку становлення Руської держави, відредагували (фальсифікували) певні епізоди «Повісті временних літ», що й зумовило підміну дати.

Ілюстрації Віктора Васнецова (1899)
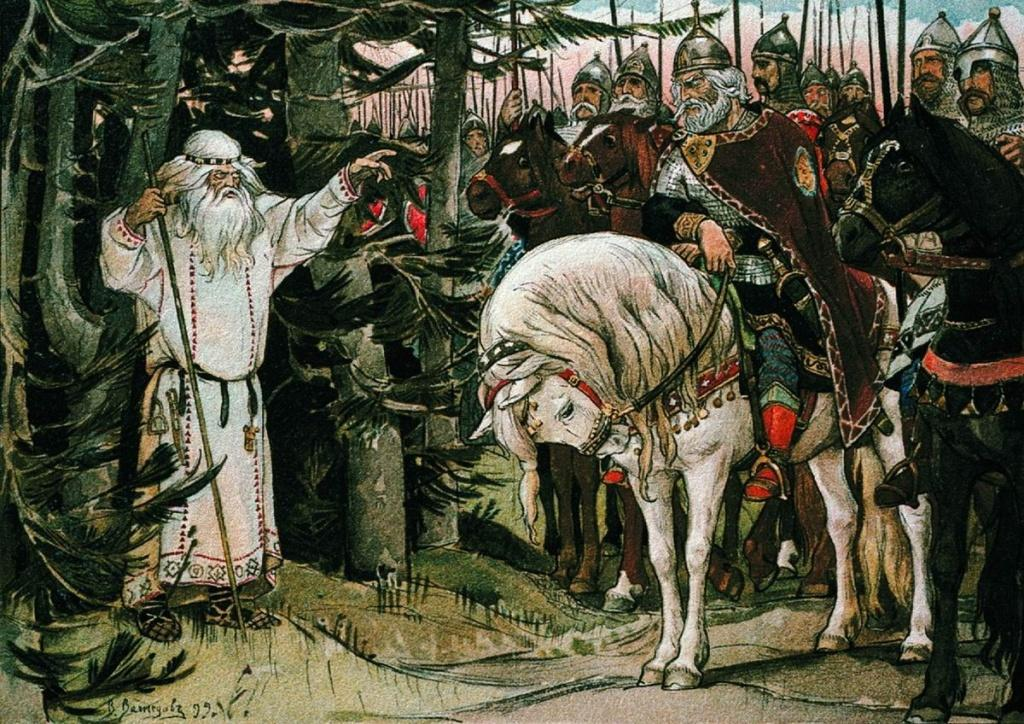
Зустріч Олега с чарівником.
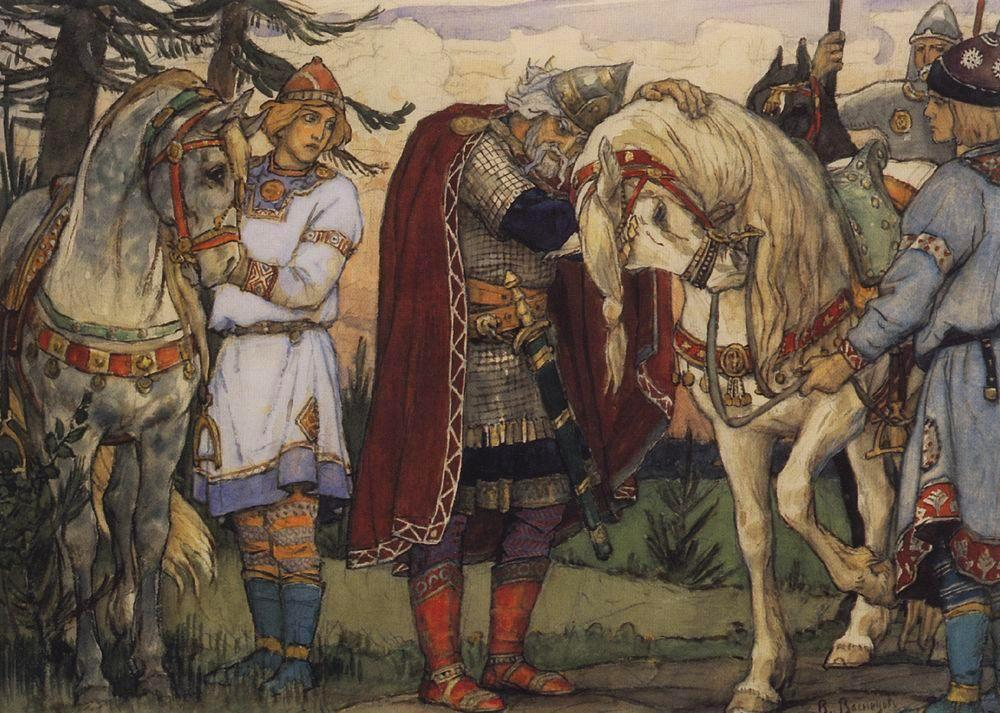
Прощання князя Олега з конем.
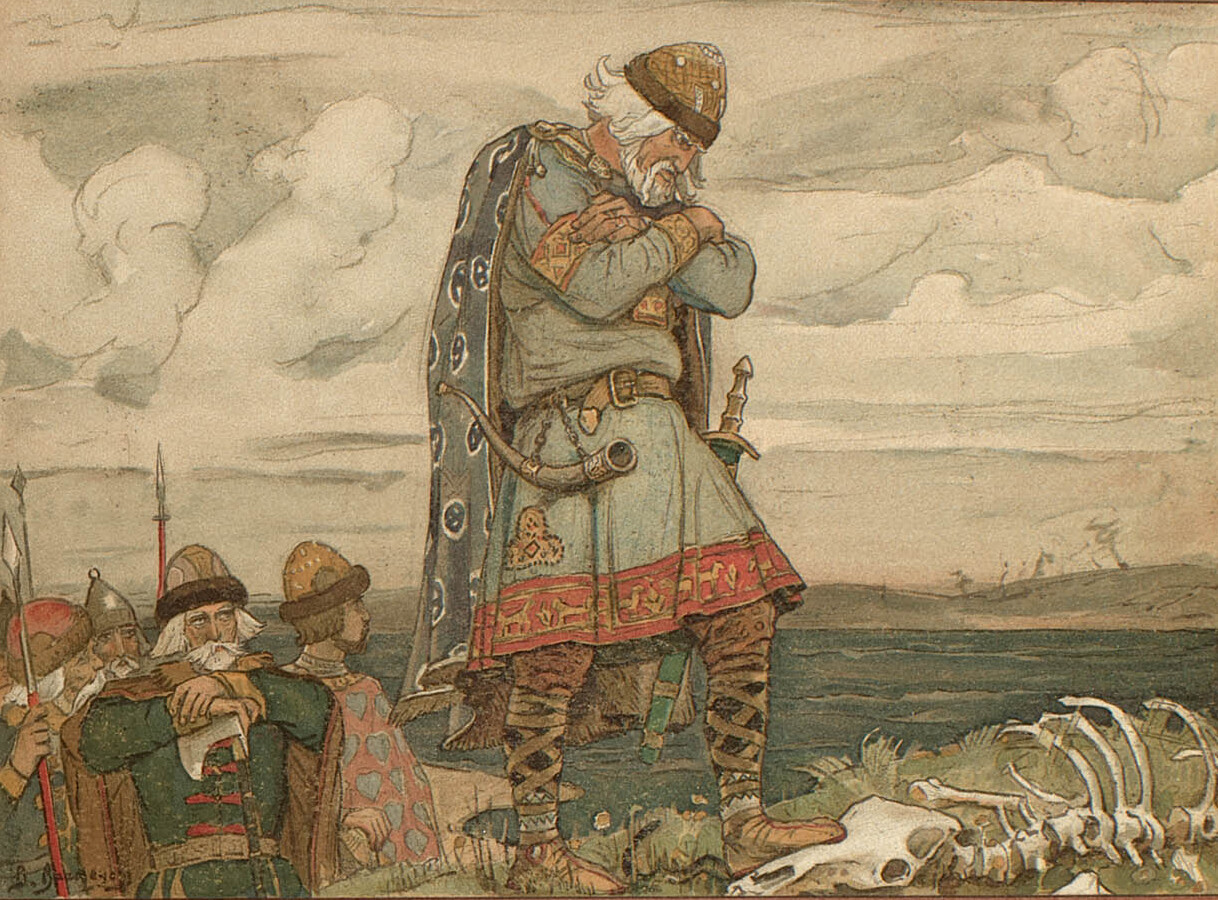
Укус змії.

## Інші дані
Кембрижійський документ, також відомий під назвою «лист хозарського єврея», згідно з яким війні Русі на Візантію передувало зіткнення у Чорному морі якогось Гельґу (H-l-g-w), Руського правителя, з хозарами у Чорному Морі, де цей правитель Гельґу програв, і мусив з соромом тікати до Персії. Згідно з іншими свідченнями, Гельґу захопив у 943 місто Бердаа, де все його військо як і його самого було вбито, що ставить під сумнів традиційну хронологію Олегового правління. Щоправда, і Ігор, яким його зображують літописи, стає активним руським державним діячем лише з 940-их, а його спадкоємець Святослав народився близько 938 року, тобто у 60-63-річного батька, що не виглядає правдоподібно, тому, можливо, Ігор мав би бути онуком, або й правнуком Рюрика, що теж цілком можливо. А от якщо Олег і справді був опікуном Ігоря, то й початок його правління припадав би на 909-910 роки.

## Вшанування пам'яті
- Пам'ятник у місті Переяслав
- У Києві є вулиця Олегівська.
- У місті Кременчук перейменували провулок Макаренка на провулок Князя Олега.